# Smith megye (Texas)
Smith megye az Amerikai Egyesült Államokban, azon belül Texas államban található. Megyeszékhelye és legnagyobb városa Tyler. Lakosainak száma 233 479 fő (2020. április 1.). Smith megye Henderson, Van Zandt, Cherokee, Rusk, Gregg, Upshur és Wood megyékkel határos.

## Népesség
A megye népességének változása:
| Lakosok száma | 210 434 | 212 891 | 214 617 | 216 080 | 222 936 | 233 479 |
|               | 2010    | 2011    | 2012    | 2013    | 2015    | 2020    |